# 칠곡 송림사 목조석가여래삼존좌상
칠곡 송림사 목조석가여래삼존좌상(漆谷 松林寺 木造釋迦如來三尊坐像)은 대한민국 경상북도 칠곡군 동명면 송림사에 있는 조선시대의 불상이다. 2004년 10월 14일 경상북도의 유형문화재 제358호로 지정되었다가, 2009년 2월 23일 대한민국의 보물 제1605호로 승격, 지정되었다.

## 지정 사유
송림사 대웅전 수미단 위에 봉안된 이 삼존상은 석가여래와 문수·보현보살로 구성된 석가삼존형식으로 본존불(277cm)의 높이가 3m에 육박하는 거대한 목조불상이다.
이 삼존상은 규모가 큰 불상임에도 불구하고 신체비례가 적당하고 안정적이며, 당당한 형태미를 보여주고 있다. 본존 석가모니불은 오른손을 무릎 아래로 내리고 왼손은 무릎 위로 올려 구부린 항마촉지인을 결하고 있다. 본존과 거의 흡사한 양식적 특징을 보여주고 있는 좌·우협시보살상은 양손의 수인의 위치만 달리하여 두 손으로 긴 연꽃줄기를 잡고 있는데, 연꽃줄기는 보관과 함께 후대에 보수된 것으로 추정된다.
송림사 삼존상은 양식적으로 건장하고 당당한 형태미, 엄숙한 얼굴표정에 입가를 눌러 만들어 낸 생경한 미소, 간략하고 단순화하지만 강렬한 힘이 느껴지는 옷주름 등의 양식적 특징을 보여주고 있는데, 이는 양대전란 이후 17세기 전·중엽경의 재건불사 과정에서 제작된 불상들과 양식적으로 상통한다.
이 삼존상은 조선후기 17세기를 대표할 만한 대작(大作)으로서 복장에서 발견된 발원문을 통하여 정확한 조성연대와 발원자, 조각승을 알 수 있다. 특히 17세기 전반에 활약했던 조각승 무염(無染)계에 속하는 수화원 도우(道祐 또는 道雨)를 비롯하여 18명의 조각승들이 참여하여 제작한 대형작품이다. 따라서 이 삼존상은 17세기 전반과 후반을 잇는 기념비적 작품이자 조각유파 연구에도 귀중한 작품으로 평가된다.

## 같이 보기
- 송림사

## 참고 자료
- 칠곡 송림사 목조석가여래삼존좌상 - 국가유산청 국가유산포털